# Jim Keltner
James Lee „Jim“ Keltner (* 27. dubna 1942) je americký bubeník, známý zejména jako špičkový studiový muzikant, vyhledávaný největšími rockovými hvězdami několika dekád.
Svou kariéru zahájil v šedesátých letech a mezi umělce, s nimiž nahrával, patří John Lennon, Eric Clapton, JJ Cale, Ry Cooder, David Crosby, Ringo Starr, Richard Thompson, B. B. King, Alice Cooper, Neil Young, George Harrison, Joe Cocker nebo skupiny Pink Floyd a Rolling Stones. Rovněž je dlouholetým spolupracovníkem Boba Dylana, se kterým nahrál např. jeho superhit Knockin' On Heaven's Door. Koncem osmdesátých let hrál se superskupinou Traveling Wilburys, v níž vystupoval pod jménem Buster Sidebury. V roce 2000 natočil album Charlie Watts/Jim Keltner Project spolu s bubeníkem Charliem Wattsem z Rolling Stones.